# Red Sonja
Red Sonja (à prononcer Red Sonia, « Sonja la rousse » en français), dite « la guerrière d’Hyrkania » ou encore « la diablesse à l’épée » (She-Devil with a Sword), est un personnage de fiction d’heroic fantasy évoluant dans les bandes dessinées de la maison d'édition Marvel Comics. Créée par le scénariste Roy Thomas et le dessinateur Barry Windsor-Smith, elle apparaît pour la première fois dans le comic book Conan the Barbarian (vol. 1) no 23 en février 1973.
Roy Thomas trouve son inspiration dans une nouvelle de l'écrivain Robert E. Howard, The Shadow of the Vulture (en) (Sonya la Rouge), publiée dans The Magic Carpet Magazine en 1934,. Ce texte dépeint le personnage de Sonya de Rogatino comme une indomptable combattante qui participe à la défense de Vienne assiégée par l'armée ottomane de Soliman le Magnifique en 1529.
Dans les bandes dessinées publiées par Marvel Comics depuis les années 1970, l'héroïne de la Renaissance est redéfinie comme une guerrière barbare qui évolue, vêtue d'un bikini en cotte de mailles, durant l'âge hyborien, l'époque reculée et fictive des récits de Conan. Les aventures de Red Sonja se poursuivent au début des années 1980 dans plusieurs romans de David C. Smith et Richard L. Tierney, puis à partir de 2005 dans les bandes dessinées publiées par Dynamite Entertainment. L'actrice Brigitte Nielsen interprète le personnage dans une adaptation cinématographique en 1985. Matilda Lutz reprend le rôle dans un film prévu en 2023.
Dans la culture populaire, la « diablesse à l’épée » représente l'archétype de la femme barbare, belle et farouche. En 2011, le Comics Buyer's Guide classe Red Sonja première de sa liste des « 100 Sexiest Women in Comics ».

## Historique de la publication

### Création du personnage
Les origines du personnage, parues dans l'histoire Red Sonja, The Day of the Sword, apparaissent pour la première fois dans le comic book Kull and the Barbarians #3 signé Roy Thomas, Doug Moench et Howard Chaykin.
L'histoire est ensuite redessinée par Dick Giordano et Terry Austin et paraît dans The Savage Sword of Conan #78.

### Une guerrière en bikini

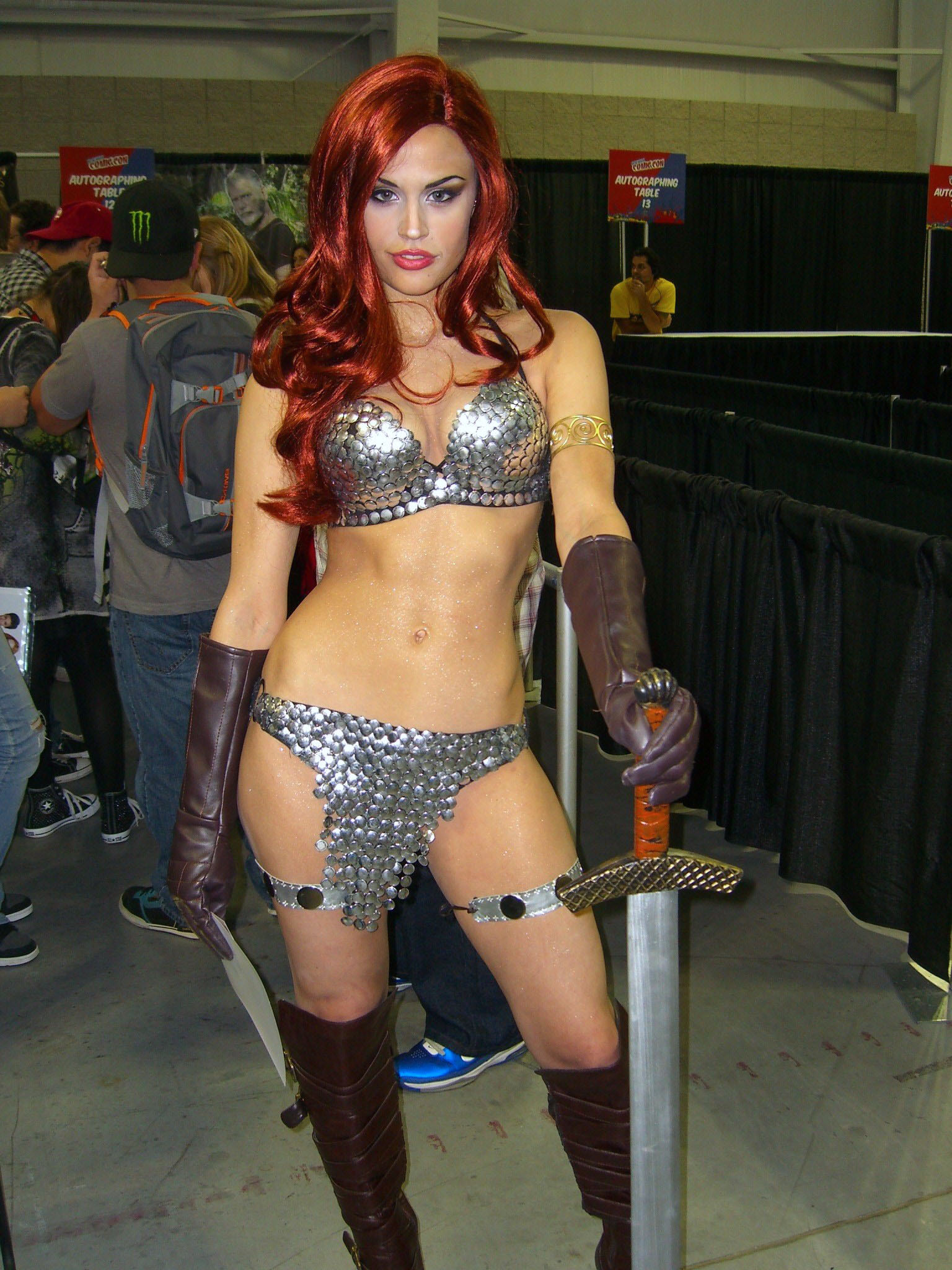
Cosplay de Red Sonja par Mandy Caruso au New York Comic Con, 2011

La plupart des artistes représentent Red Sonja habillée d'une sorte de bikini en cotte de mailles, généralement avec des bottes et des gants à crispin probablement en cuir. Les dessins originaux de Barry Smith pour The Shadow of the Vulture et The Song of Red Sonja dans Conan the Barbarian numéros 23 et 24 (1973) la montrent vêtue de manière plus conventionnelle, avec une cotte de mailles à manches longues et une sorte de très court short rouge.
Comme expliqué par Roy Thomas dans l'introduction de Red Sonja Adventures vol. 1 (Dynamite Entertainment — réédition des 7 premiers épisodes Marvel), l'artiste espagnol Esteban Maroto lui avait soumis une illustration personnelle, au moment où il éditait la série Savage Sword of Conan. Maroto  réinterprétait le personnage et la montrait pour la première fois avec le bikini en métal argenté, qui ressemblait beaucoup aux costumes de ses autres héroïnes de fantasy des années 1970.
Cette illustration fut imprimée pour la première fois, en noir et blanc, dans Savage Sword of Conan no 1, puis reprise en couleur dans Marvel Treasury Edition no 15. Finalement, elle fut restaurée et coloriée par José Villarrubia comme couverture alternative (variant cover) pour le numéro 2 de la série de Dynamite Entertainment (2005).
Maroto la représenta dans ce costume pour sa première aventure en solo, dans Savage Sword of Conan no 1, et John Buscema fit de même quand il dessina ce magazine puis, plus tard, dans les numéros 43, 44 et 48 de Conan the Barbarian (1974). Dick Giordano reprit le costume pour le premier numéro de Marvel Feature (1975), ainsi que Frank Thorne pour le numéro 2 (1976). Le bikini devint très populaire, notamment grâce aux peintures de Boris Vallejo.
Une armure aussi réduite est pratiquement inutile comme arme défensive, incohérence si patente qu'elle est relevée par de nombreux personnages secondaires. Cependant elle est censée posséder une certaine efficacité guerrière, que Sonja énonce en ces termes : « Les hommes sont facilement distraits. La plupart ne remarquent même pas mon épée... jusqu'à ce que leur tête roule de leur cou. » Le personnage apprécie également la liberté de mouvement que sa tenue lui laisse et qui lui permet de tirer pleinement parti de son agilité hors normes,. Elle peut reconnaître par ailleurs que cette armure n'est pas confortable, mais confie qu'elle ne supporterait pas de s'en débarrasser. Malgré l'apparence d'une femme-objet, Red Sonja peut ainsi être considérée comme une héroïne féministe.

## Biographie du personnage
Red Sonja vivait avec sa famille dans une humble maison des steppes de l'ouest de l'Hyrkanie (Hyrkania) durant l'Âge hyborien.
Alors qu'elle venait d'avoir 17 ans, un groupe de mercenaires cruels tua son père, Ivor, sa mère et ses deux jeunes frères. Leur maison et leurs biens furent brûlés. Sonja ne survécut qu'au prix de sa virginité, étant violée par le chef du groupe qui l'abandonna ensuite à son sort.
Entendant son cri de vengeance, Scathach la déesse rouge lui apparut et lui offrit une capacité surnaturelle pour le combat à l'épée et dans les autres armes, à la condition qu'elle ne couche jamais avec un homme (à moins qu'il ne l'ait vaincue en combat loyal).
Lors de ses aventures en tant que mercenaire et voyageuse, Red Sonja côtoie le guerrier barbare Conan, devenant son alliée à plusieurs reprises.

## Capacités et équipement
Red Sonja est une excellente escrimeuse et l’une des plus fines lames de son époque, capable de tenir tête en duel face au plus compétent des épéistes masculins. Elle a notamment croisé le fer avec succès avec Conan, pourtant le meilleur bretteur de son époque.
C'est aussi une combattante à mains nues très douée qui est dotée d’une forme physique exceptionnelle, au summum des capacités humaines. Elle maîtrise plusieurs arts martiaux et possède une solide expérience dans la lutte contre les phénomènes occultes et surnaturels.
Elle manie principalement une épée à double tranchant et porte aussi une dague attachée à sa cuisse, qu'elle utilise au corps à corps ou comme arme de jet. Elle est également très compétente dans le maniement d’autres armes, selon les circonstances.

## Rôle dans les représentations barbares
En 2016, l'historien médiéviste William Blanc relève que : 

« la guerrière barbare devient, au début des années 1970, un personnage positif avec l'apparition de Red Sonja. Certes, elle reprend en grande partie les stéréotypes précédents : corps désirable (Red Sonja combat dans un bikini en cotte de mailles !), viol « fondateur » et inversion. Mais, au départ simple personnage secondaire du comics Conan (1974), elle hérite de sa propre série dès 1975 et devient une héroïne à part entière, pendant féminin de Conan, guerrière hors pair et, comme lui, farouchement indépendante. La barbare incarne ainsi une forme de libération féminine — alors qu'au même moment le discours féministe infuse les champs culturel et politique. »

## Adaptation en comics
La série de comics Conan The Barbarian ayant rencontré le succès dans les années 1970, Marvel Comics décida de confier à Roy Thomas la tâche de créer — ou plutôt d'adapter partiellement — une nouvelle héroïne, Red Sonja (Sonja avec un « j »), apte à évoluer dans les comics aux côtés de Conan dans l'Âge hyborien de Robert E. Howard, en se basant sur deux guerrières rousses imaginées par ce dernier auteur :
- « Red Sonya de Rogatino » (Sonya avec un « y »), sœur de Roxelane ;
- « Dark Agnes de Chastillon », une Française.

Ces deux personnages évoluent indépendamment l'une de l'autre au XVIe siècle dans les nouvelles d'Howard.
Parmi les dessinateurs qui se sont succédé, Frank Thorne a été remarqué pour les formes pulpeuses qu'il a su donner à la guerrière rousse ; il a par la suite créé le personnage Ghita d'Alizarr ressemblant beaucoup à Red Sonja. Plus récemment, dans les années 2000, l'éditeur Dynamite Entertainment a publié plusieurs mini-séries mettant en scène Red Sonja, la diablesse à l'épée.

### Marvel Comics
- Marvel Feature 1-7 (novembre 1975 - novembre 1976) : Frank Thorne, Archie Goodwin, Gil Kane, John Romita Sr., Clara Noto (publiés en France chez Arédit/Artima dans Eclipso no 60, puis Conan dans la collection Comics Pocket)
- Red Sonja (1re série) 1-15 (janvier 1977 - mai 1979) : John Buscema, Jim Shooter, Frank Brunner, Dave Cockrum
- Red Sonja (2e série) 1-2 (février - mars 1983)
- Red Sonja (3e série) 1-13 (août 1983 - mai 1986)
- Red Sonja The Movie 1-2 (novembre - décembre 1985) : adaptation du film Kalidor, la légende du talisman, rééditée dans Marvel Super Special #38
- Red Sonja: Scavenger Hunt (décembre 1995)

Elle apparaît de plus en solo dans diverses autres publications :
- Conan the Barbarian, (Marvel Comics, 1974)
  - no 48, Red Sonja,, Roy Thomas (scénario), John Buscema (dessins), Dick Giordano (encrage)

- The Savage Sword of Conan, (Marvel Comics, 1974-1995)
  - no 1, Red Sonja, Roy Thomas (s), Esteban Maroto (p), Ernie Chan/Neal Adams (e)
  - no 23, Wizards of the Black Sun,	Roy Thomas/Clara Noto (s), Frank Thorne (d)
  - no 45, Master of Shadows,, Christie Marx (s), John Buscema (d), Tony DeZuñiga (e)
  - no 78, The Day of the Sword, Roy Thomas/Doug Moench (s), Dick Giordano/Terry Austin (d)
  - no 157,  Infant Terrible, Bruce Jones (s/a)
  - no 169, The Endless Stair, Peter B. Gillis (s), Steven Carr (d), Armando Gil (e)
  - no 171, The Waif and the Warrior, Jim Valentino (s), Steven Carr (d), Josef Rubinstein (e)
  - no 187, Red Sonja Queels the Song of the Siren,	Marie Javins/Steve Buccellato (s), Alfredo Alcala (d)
  - no 192, On the Road of Kings, Roy et Dann Thomas (s), Tony DeZuñiga (d)
  - no 194, The Road to Zamboula, Roy Thomas (s), Tony DeZuñiga (d)
  - no 195, Swordless in Zamboula, Roy Thomas (s), Tony DeZuñiga (d)
  - nos 207-210, The Road to Zanadu, Roy et Dann Thomas (s), Del Barras /Reggie Jones/ Kirk Etienne (d)
  - no 229, A Lady for the Burning, Roy Thomas (s), Howard Simpson (d),  Rober Quijano (e)
  - nos 230-233, The Ring of Ikribu, 1/4, Roy Thomas (s), Esteban Maroto (d)

- Kull and the Barbarians (Marvel Comics, 1975)
  - no 2, She-devil with a Sword, Roy Thomas (s), Howard Chaykin (d)
  - no 3, The Day of the Sword, Roy Thomas/Doug Moench (s), Howard Chaykin (d)

Elle apparait également comme guest star aux côtés de Conan dans les séries :
- Conan the Barbarian ;
- The Savage Sword of Conan ;
- Conan the King.

et aux côtés de :
- Spider-Man dans Marvel Team-Up no 79 (l'esprit de Red Sonja possède le corps de Mary Jane Watson pour combattre son vieil ennemi Kulan Gath) ;
- Wolverine dans What if? vol.2, no 16 (Sonja est battue par Wolverine et devient sa compagne) ;
- Claw dans Red Sonja/Claw 1-4 (DC Comics/Dynamite Entertainment, 2006).

Marvel Feature no 4 a été réimprimé dans le livre The Superhero Women édité par Stan Lee. Red Sonja apparaît en couverture sur une peinture de John Romita Sr., en compagnie d'autres personnages féminins de Marvel : Miss Marvel, Hela de la série Thor, la Veuve Noire, la Guêpe de la série Avengers, Médusa de la série Les Inhumains et la Femme Invisible des Quatre Fantastiques.

### Autres éditeurs US
- Red Sonja in 3-D (Blackthorne, 1998)
- Red Sonja: A Death in Scarlet (Cross Plains, 1999)

### Dynamite Entertainment
Séries et mini-séries
- Red Sonja (4e série) 0- (2005)
- Red Sonja vs. Thulsa Doom 1-4 (2005)
- Savage Red Sonja: Queen of the Frozen Wastes 1-4 (2006)

One shots
- Red Sonja goes East (2006)
- Red Sonja: Monster Isle (2006)
- Red Sonja: One more Day (2006)
- Red Sonja: Vacant Shell (2007)

### Panini Comics
Chez l'éditeur Panini Comics :
1. La Malédiction de Gathia (2008)
2. Les Archers (2008)
3. Le Retour de Kulan Gath (2009)
4. Les Animaux (2009)

Albums hors-série
1. Red Sonja contre Thulsa Doom (2008)
2. La Reine des steppes gelées (2009)
3. Le Dieu Doom (2009)

### Graph Zeppelin
L’éditeur Graph Zeppelin traduit en français les épisodes publiés aux États-Unis par Dynamite Entertainment : nouvelles histoires et rééditions recolorisées des histoires publiées par Marvel Comics dans les années 1970.
- Red Sonja : Le Trône du Faucon (novembre 2017)
- Red Sonja : L’Autre Monde
  - tome 1 (juin 2018)
  - tome 2 (mai 2020)
- Queen Sonja : Le Destin d’une reine (mai 2019)
- Red Sonja : La Reine des fléaux (mars 2021)
- Les Aventures originales de Red Sonja, la diablesse à l’épée
  - Les Années Marvel, volume 1 (mars 2021)
  - Les Années Marvel, volume 2 (septembre 2021)

### Autres éditeurs français
Red Sonja : L’Intégrale Frank Thorne 1976-1977 est un album au tirage limité à 900 exemplaires, paru aux Éditions Neofelis en 2019. Il contient les épisodes Marvel Feature (vol.2) #2-7 et Red Sonja (vol.1) #1-3 en version noir et blanc.

## Romans
Red Sonja apparait dans plusieurs romans (non traduits) de David C. Smith et Richard L. Tierney, avec des couvertures de Boris Vallejo :
1. The Ring of Ikribu (Ace 1981) (adapté en comics par Roy Thomas et Esteban Maroto dans The Savage Sword of Conan numéros 230 à 233)
2. Demon Night (Ace 1982)
3. When Hell Laughs (Ace 1982)
4. Endithor's Daughter (Ace 1982)
5. Against the Prince of Hell (Ace 1983)
6. Star of Doom (Ace 1983)

## Adaptations dans d'autres médias

### Cinéma
En 1985, le personnage de Red Sonja est interprété par l'actrice Brigitte Nielsen dans le film Kalidor de Richard Fleischer, aux côtés de l'acteur Arnold Schwarzenegger qui interprète le rôle-titre, un clone de Conan. Le film n'a pas connu un grand succès. Le titre original est bien « Red Sonja », mais la sortie française l'a vu changer en Kalidor et les affiches focalisent l'attention sur le personnage d'Arnold Schwarzenegger. Celui-ci devait initialement être Conan, puisque les deux héros cohabitent dans les comics mais, pour des problèmes de droits, le nom n'a pu être utilisé.
En 2000, le film fantastique espagnol Le cœur du guerrier (El corazón del guerrero) de Daniel Monzón met en scène un couple de guerriers barbares, les aventuriers Beldar (interprété par Joel Joan) et Sonja (incarnée par Neus Asensi), un clin d'œil à Conan et Red Sonja.
Le film Red Sonja avec Matilda Lutz entre en tournage à l'été 2022, mais ne sort qu'en 2025.

### Télévision
Dans la série télévisée Conan (1997-1998), c'est l'actrice Angelica Bridges qui incarne la fière héroïne.

### Jeux de rôle
Le personnage de Red Sonja figure dans un module (scénario) du jeu de rôle sur table Dungeons & Dragons, intitulé Red Sonja Unconquered (en) (RS1).

## Dans la culture populaire

### Parodies
- Red Sonja a été parodiée sous de nombreuses formes, notamment dans la série furry-comics intitulée Red Shetland, dont le personnage principal est une jument anthropomorphique habillée d'une armure-bikini.
- Le personnage de « Red Sophia », graphiquement identique à Red Sonja, apparaît dans la série parodique Cerebus, un comics indépendant de Dave Sim[10].
- Le personnage d'« Herrena » dans l'univers du Disque-monde de l'écrivain Terry Pratchett, et plus précisément du roman Le Huitième Sortilège, est probablement une parodie de Red Sonja. La description du personnage insiste sur le fait qu'elle porte une « cotte de mailles intelligente, plutôt qu'un article de couverture de catalogue de lingerie ». Dans le roman Eric, elle est brièvement mentionnée comme buvant avec une autre guerrière nommée « Red Scharron ».
- Dans la série parodique de comics Howard the Duck, elle aussi chez Marvel Comics, le personnage de Beverly Switzler (en) est présenté en couverture de Howard the Duck (vol. 1) #1 (janvier 1976) avec une cotte de mailles/bikini similaire à celle que porte Red Sonja[11].

### Autres
Le troisième album du groupe français Lolomis s'intitule Red Sonja.

## Récompenses
- Academy of Comic Book Arts Awards 1973 : prix de la Meilleure série individuelle (Best Individual Story (Dramatic)) pour The Song of Red Sonja.

Écrite par Roy Thomas, dessinée, encrée et colorisée par Barry Smith, l'histoire paraît pour la première fois dans Conan the Barbarian #24 (mars 1972), dont deux pages sont censurées par John Romita Sr. L'histoire non censurée est réimprimée par la suite dans Marvel Treasury Edition (en) (vol. 1) #15 (1977), re-colorisée par Glynis Wein (Glynis Oliver (en)) et avec des dessins légèrement recadrés pour s'adapter au format du volume.
- En 2005, l'éditeur actuel de Red Sonja, Dynamite Entertainment, est récompensé par le titre de Meilleur nouvel éditeur (Best New Publisher) par les Diamond Comics Distributors.